# Robert Greene
Robert Greene (Norwich, 1558 – Londra, 3 settembre 1592) è stato un drammaturgo britannico.

## Biografia
Fece parte degli «University wits» (gruppo di scrittori, prevalentemente di teatro, educatisi nelle università di Oxford e Cambridge). Scrittore prolifico: dal 1583 al 1592 pubblicò più di venticinque opere in prosa. I suoi romanzi furono di generi differenti: alcuni, come Mamillia (1583), sono espressi nello stile dell'eufuismo, che è caro per il suo pregio; altri, come i caratteristici romanzi di ambito classico Pandosto (1588) e Menaphon (1589), si riconducono al filone di romanzi avventurosi. 
Più rilevanti gli altri romanzi di ispirazione popolare, come i racconti ambientati nel mondo degli strati sociali inferiori che vivono al margine della legge e nella malavita londinese: La caccia al merlo (Connycatching Tracks, 1592), Difesa dei truffatori (The defence of conny-catching, 1592), Un soldo di spirito per un milione di pentimento (1592), che attraversano il realismo di Daniel Defoe. Ma le opere più importanti sono le commedie, tra cui Frate Bacone e frate Bungay (Friar Bacon and Friar Bungay, 1589), in cui Greene inserì scene farsesche, elementi incantevoli e figure della mitologia popolare inglese care anche a Shakespeare.